# ۳٬۴-زایلیدین
۳٬۴-زایلیدین (به انگلیسی: 3,4-Xylidine) با فرمول شیمیایی C8H11N یک ترکیب شیمیایی با شناسه پاب‌کم 8030 است. 